# Ахила Печерский
Ахила Печерский (Ахила диакон; конец XIII—XV (?) век) — инок Киево-Печерского монастыря. Святой Русской церкви, почитается в лике преподобных, память совершается (по юлианскому календарю): 4 (17) января и 28 августа (10 сентября): Собор преподобных отцов Киево-Печерских Дальних пещер.
Известно лишь краткое жизнеописание преподобного Ахилы, основанное на надписи, переписанной в XVII веке с его гробовой доски. С неё списаны также его тропарь и кондак. По этим источникам, Ахила был диаконом Успенского собора Киево-Печерского монастыря. Отличался особым воздержанием в пище, съедая в неделю одну просфору и немного овощей.
«Тератургим», написанный в 1638 году печерским соборным иеромонахом Афанасием Кальнофойским, называет Ахилу в числе преподобных Дальних пещер. Местное почитание Ахилы началось в конце XVII века, когда печерский архимандрит Варлаам (Ясинский) установил празднование Собора преподобных отцов Ближних пещер. Общецерковное почитание началось после разрешения Святейшего синода во второй половине XVIII века включать в общецерковные месяцесловы имена ряда киевских святых.
На иконах преподобный Ахила изображается в диаконском облачении (стихаре, повязанный крестообразно орарь, камилавка), волосы волнистые, спадающие на плечи, округлая короткая борода, в руках изображают раскрытую книгу.